# آلفرد گوردون
آلفرد گوردون (انگلیسی: Alfred Gordon؛ ‏ ۱۸۷۴ – ۱۹۵۳) متخصص اعصاب فرانسوی‌الاصل اهل ایالات متحده آمریکا بود که بابت توصیف نشانه گوردون شناخته می‌شود. وی دانش‌آموختهٔ رشتهٔ پزشکی در دانشگاه پاریس بود که پس از فارغ‌التحصیلی در سال ۱۸۹۵ در برن و مونیخ مشغول به کار شد. او در سال ۱۸۹۹ به ایالات متحده آمریکا مهاجرت کرد و به فیلادلفیا رفت و سپس استاد دانشگاه توماس جفرسون شد. کتاب معروف او «دربارهٔ رفلکس‌های عصبی» شهرت داشت.